# Jana-Indigirka-Tiefland
Das Jana-Indigirka-Tiefland (russisch Яно-Индигирская низменность) ist der Westteil des Ostsibirischen Tieflands im Nordosten der Republik Sacha (Jakutien) bzw. Russlands (Asien); der Ostteil ist das Kolyma-Tiefland.

## Geographische Lage
Das entlegene Jana-Indigirka-Tiefland liegt nördlich des nördlichen Polarkreises. Es erstreckt sich auf knapp 600 km West-Ost-Ausdehnung südlich von Laptewsee und Ostsibirischer See (je Teil des Nordpolarmeers mit dortigen Neusibirischen Inseln) zwischen dem Buor-Chaja-Golf (Mündungsgebiet des Omoloi) im Westen, dem dortigen Nordteil des Werchojansker Gebirges, dem östlich davon liegenden Ulachan-Sis-Kamm, dem östlich davon gelegenen Nordende des Tscherskigebirges und dessen in dieser Richtung gelegenem Ausläufer Polousnyjrücken. Von dort reicht das Tiefland im großflächigen Tal der Indigirka weit in Richtung Süden zum Momagebirge mit dem östlich des Flusses liegenden Alaseja-Plateau, dem nördlich daran anschließenden Ulachan-Sis-Rücken und dem nördlich davon gelegenen Kondakow-Plateau. Hieran stößt das Indigirka-Delta, das der Nordostabschluss des Tieflands ist und zum östlichen Kolyma-Tiefland überleitet.

## Geologie, Landschaftsbild und Klima
Durchschnittlich ist das Jana-Indigirka-Tiefland 30 bis 80 m hoch, und mancherorts gibt es Erhebungen von maximal 558 m Höhe. Der Thermokarst-Boden, ein typischer Landformungsprozess in subarktischen Gegenden mit auftauendem Permafrostboden, besteht aus Ablagerungen von Seen und Flüssen, wie Lehm und sandigem Lehm, die von großer Mächtigkeit sind. Neben den zahlreichen Seen, die größten sind Bustach und Oschogino, gibt es viele Sümpfe. Die Gewässer sind in der Regel von Ende September bzw. Anfang Oktober bis Ende Mai bzw. Anfang Juni von Eis bedeckt. Wenn im Sommer Eis und Schnee schmelzen und die gefrorenen Böden antauen, kommt es im Tiefland zu starkem Hochwasser.

## Flora und Fauna
Im Süden des Jana-Indigirka-Tiefland gibt es in Sumpfgebieten spärliche Wälder, zumeist aus Lärchen bestehend. Jenseits von 69 ° nördlicher Breite ist die Wald- und Strauchtundra vertreten. Durch das Tiefland wandern Rentiere.

## Ortschaften
Das Jana-Indigirka-Tiefland ist sehr dünn besiedelt, wobei die wenigen Ortschaften zumeist an Flüssen oder am Meer liegen; dazu gehören das am Jana-Mündungsdelta gelegene Nischnejansk und an der Indigirka liegen Olenegorsk und Tschokurdach.
Koordinaten: 70° 55′ 0″ N, 140° 13′ 46″ O